# Aceguá (Uruguai)
Aceguá é uma vila uruguaia do departamento de Cerro Largo.

## Localização
Está localizada na fronteira internacional com o Brasil e junto à rodovia Ruta 8. Uma rua a separa da cidade brasileira de mesmo nome.

## História
Seu nome provém da língua tupi-guarani (yace-guab), que significa "lugar de descanso eterno". A data adotada como a de fundação da vila é 24 de abril de 1863, quando estabeleceu-se uma povoação junto à alfândega localizada na fronteira com o Brasil.
Em 1897 ocorreu no local a Batalha de Aceguá, entre os exércitos de Aparício Saraiva e do General Justino Muniz.
A localidade foi declarada povoado pela Lei nº 10 101, de 23 de dezembro de 1941; e elevada à categoria de vila pela Lei nº 15 810, de 14 de abril de 1986.

## População
Segundo o censo uruguaio de 2011, a vila tinha uma população de 1 511 habitantes.
| 1908  | 1963 | 1975 | 1985  | 1996  | 2004  | 2011  |
| ----- | ---- | ---- | ----- | ----- | ----- | ----- |
| 3 766 | 464  | 929  | 1 302 | 1 432 | 1 493 | 1 511 |

### Governo
Está em curso um projeto para tornar Aceguá um município.

### Línguas
Línguas faladas em Aceguá: português e espanhol

## Serviços

### Educação
A vila de Aceguá conta com uma escola primária que foi fundada em maio de 1927, e com uma escola técnica (UTU).

### Meios de comunicação
Existe uma emissora de rádio (Integración FM 101.5), e uma emissora comunitária (FM 107.5). Não há recepção de canais de televisão uruguaios em sinal aberto, somente a recepção do sinal de televisão aberta de Aceguá (Brasil), através da Rede Globo. Existem também serviços de televisão a cabo.

### Saúde
Possui uma pequena policlínica dependente do Hospital de Melo.

## Economia
As principais atividades econômicas da região estão relacionadas à pecuária e à agricultura. Se destacam as plantações de arroz e os estabelecimentos rurais como fonte de trabalho. Há atualmente um grande crescimento de estabelecimentos comerciais na vila, sobretudo pelos estabelecimentos comerciais Free Shops instalados nos últimos anos, aproveitando os turistas brasileiros.